# Hopfenbach
L'Hopfenbach és un afluent del riu Ammersbek a l'estat de Slesvig-Holstein a Alemanya. Neix a la reserva natural del Stellmoor-Ahrensburger Tunneltal i desemboca a Ahrensburg a l'Aue que desguassa via l'Alster via l'Elba al Mar del Nord. La vall i el riu van excavar-se a la darrera edat glacial, fa uns 18.000 anys a la fi del Plistocè, quan l'aigua fosa escolava sota la glacera vers la tundra que començava un poc més al sud amunt de l'actual nucli de Rahlstedt. En alemany la vall es diu Tunneltal el que significa «vall túnel» com que formava durant l'edat glacial un túnel sota la glacera.

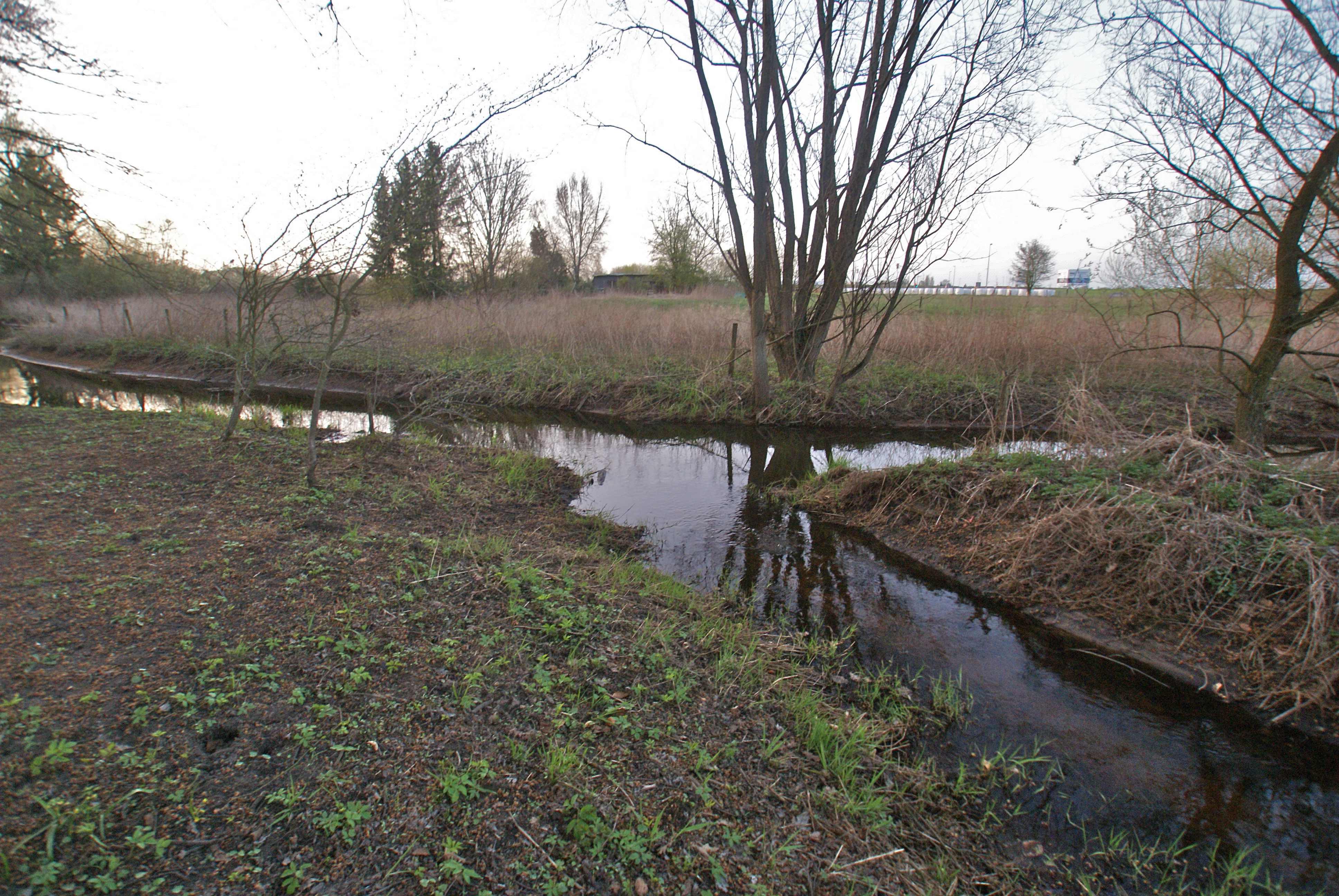
L'aiguabarreig de l'Hopfenbach (dreta, primer pla) amb l'Ammersbek (segon pla)
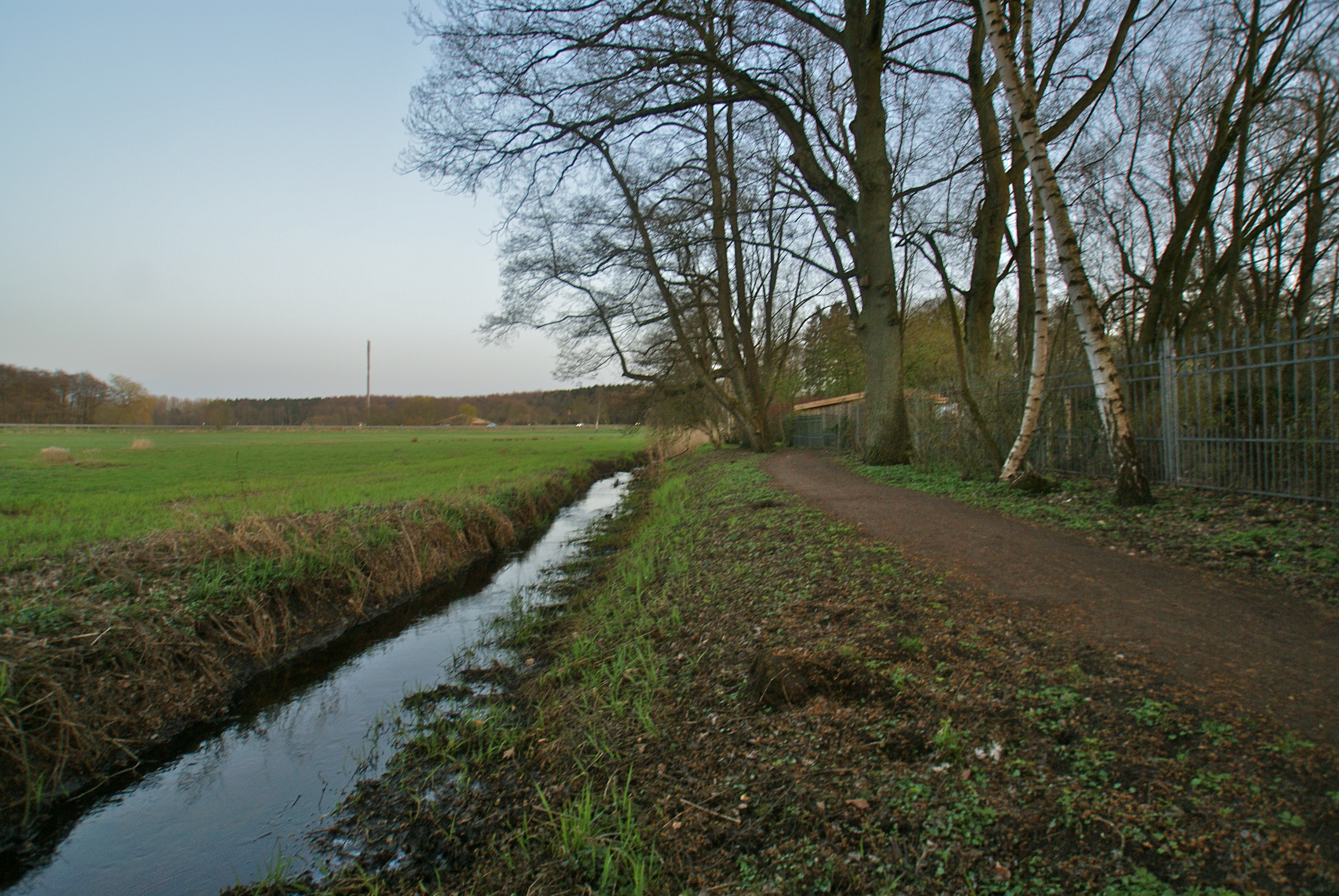
L'Hoppenbek a l'Auewanderweg
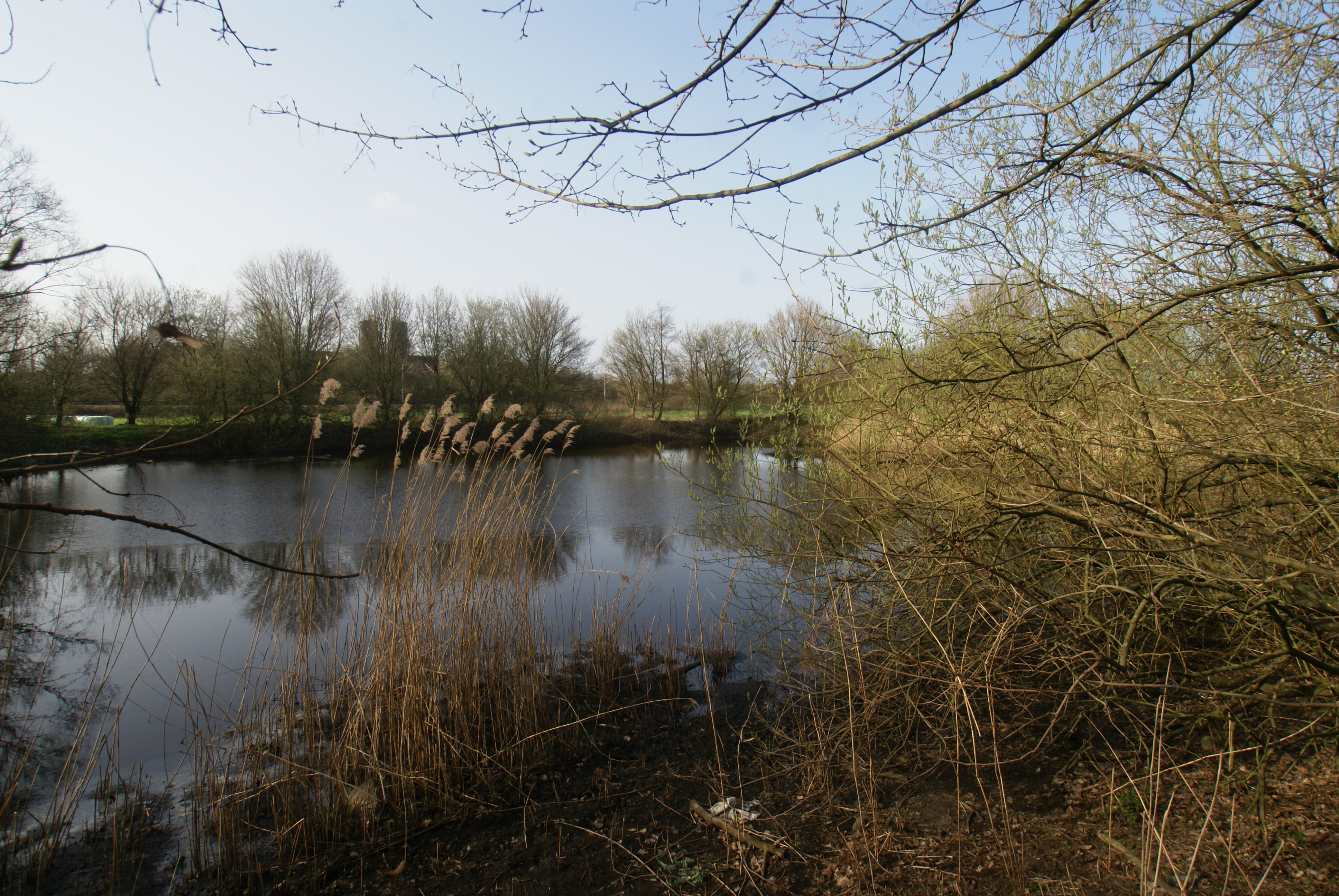
L'estany-font de l'Hopppenbek al carrer Brauner Hirsch